# Algo que decir (canción)
«Algo que decir» es una canción proveniente del segundo álbum de estudio Memorama de la banda mexicana de pop punk Allison. Fue lanzada por Sony BMG en el año de 2009 como el primer sencillo del disco.

## Lista de canciones

### Sencillo - CD[3]
| Algo que decir — Single |                  |          |  |
| N.º                     | Título           | Duración |  |
| 1.                      | «Algo que decir» | 3:24     |  |

## Créditos
- Erick Canales - Voz , Guitarra
- Abraham Isael Jarquín Guitarra
- Manuel Ávila "Manolín" Bajo, Coros
- Diego García Stommel - Batería

## Posicionamiento en listas
| Lista (2007)            | Puesto |
| ----------------------- | ------ |
| México (Los 40)         | 15     |
| Paraguay (Radio Latina) | 78     |
|                         |        |